# Anthopleura krebsi
Anthopleura krebsi is een zeeanemonensoort uit de familie Actiniidae.
Anthopleura krebsi is voor het eerst wetenschappelijk beschreven door Duchassaing & Michelotti in 1860.